# Carex feta
Carex feta är en halvgräsart som beskrevs av Liberty Hyde Bailey. Carex feta ingår i släktet starrar, och familjen halvgräs. Inga underarter finns listade i Catalogue of Life.